# Bruno Knutman
Bruno Knutman, född 29 juli 1930 i Skåne, död 20 augusti 2017 i Öveds distrikt, var en svensk målare, tecknare och scenograf.
Knutman studerade vid Essem-skolan i Malmö och vid Valands målarskola i Göteborg samt vid Polytechnic Art School i London. Han medverkade i utställningar på Moderna museet, Rooseum i Malmö, Bohusläns museum, Lunds konsthall och på Sundsvalls museum; han var en av de medverkande konstnärerna i utställningen Hjärtat sitter till vänster. Separat ställde han ut ett flertal gånger på Galleri Magnus Karlsson i Stockholm. Han tilldelades Skånes konstförenings stipendium 1967 och Edstrandska stiftelsens stipendium 1967, Ester Almqvists minnesfond samt Konstakademiens pris 2003 från A. Th. Sandbergs fond. Han var en av medlemmarna i konstföreningen Aura. Knutman är representerad vid Moderna museet, Kalmar konstmuseum, Malmö museum, Göteborgs konstmuseum[källa behövs] samt i Gustav VI Adolfs samling.